# 探検家としてのわが生涯
『探検家としてのわが生涯』は、スヴェン・ヘディンによる著作。1923年にヘディンがアメリカで講演した際、生涯を簡潔に一冊の本にまとめるよう依頼された。1924年に執筆し、翌年に『My Life as an Explorer』の題でニューヨークのガーデン・シティ出版社から発刊された。
第65章を増補したドイツ語版は、1928年に出版された。

## 構成
各章を探検ごとに分類し、章題（山口訳）を記した。
※ 白水社『ヘディン探検紀行全集』(1978-1981年) 内の対応する著作名も併記した。 

### 1-5章    (1886年4月-9月)
```
発端／
エルブルズ山脈
を越えて
テヘラン
へ／馬で
ペルシア
縦断／
メソポタミア
を縦断
バグダード
へ／西部ペルシア冒険騎行／
```

ヘディン21歳。ギムナジウム卒業直前にバクーで家庭教師をし、その報酬でペルシア・メソポタミアを旅。
※ この部は『ペルシアから中央アジアへ』の前半部 (1887年出版) に相当。

### 6-14章 (1890年4月-1891年3月)
```
コンスタンチノープル
／使節としてペルシア王のもとへ／ある墓場／デマメンド山に登る／太陽の国
ホラサン
横断／殉難者の町
メシェッド
／
ブハラ
と
サマルカンド
／サマルカンドから
カシュガル
へ／ブハラのエミールのもとにて／
```

ヘディンはオスカー国王のペルシア使節団に随行しテヘランへ。そこで、アジア奥地まで行きたいと希望し、国王から旅費をもらい中国のカシュガルまで行った。
※ この部は『ペルシアから中央アジアへ』の後半部 (1892-3年出版) に相当。

### 15-31章  (1893年10月-1897年5月)
```
馬車で3000キロ－《
世界の屋根
》の冬騎行／
キルギス
人とともに／《氷雪山の父》との戦い／砂漠に向かって／砂の海／キャラバン壊滅／九死に一生！／ロビンソン・クルーソー／第2次パミール行／2000年前の砂漠の古都の発見／野生らくだの天国／
ロプ・ノール
経由
コータン
へ／内陸アジアの探偵小説／初めて
チベット
に入る／野生のろば、野生のやく、蒙古人／
タングート
の匪賊の中で／帰郷／
```

本格的な第1回中央アジア探検。1895年4-5月のタクラマカン砂漠横断時、水の補給に失敗し死にかけたエピソードが有名。1896年にあらためてタクラマカン砂漠縦断に成功。
※ この部は『アジアの砂漠を越えて』上下 (1898年) に相当。

### 32-46章  (1899年6月-1902年7月)
```
砂漠へ帰る／内陸アジア最大の川の上で／氷との戦い／冬の大砂漠を馬で行く／ロプ砂漠における古都の発見／
タリム河
上での最後の数週／チベットでの最初の冒険／死の退却行／水もなく
ゴビの砂漠
を行く／眠れる町ローラン（
楼蘭
）／チベット高原に帰る／巡礼に変装して
ラサ
へ／捕虜となる！／武力によって阻止さる！／チベットよりインドへ、そしてまたチベットへ／
```

第2回中央アジア探検。1899年タリム川を調査し、1900年旧ロプ湖ほとりに楼蘭遺跡を発見、翌年発掘。 1901年 チベットにも入ったがラサには入れなかった。
※ この部は『チベットの冒険』 (1904年) に相当。

### 47章 (1905年10月-1906年5月)
```
4つの政府との戦い／
```

トルコからイランのカビール砂漠を横断しインドへ。ところがイギリスからチベットに入る許可が降りない。
※ この部は『陸路インドへ』上下 (1910年) に相当。

### 48-65章  (1906年8月-1909年1月)
```
湖上の冒険行／死神を道づれに北部チベットを行く／広大な空白地域を行く！／
タシ・ルンポ
への巡礼／
タシ・ラマ
のもとでの新年祭／タシ・ルンポと
シガツェ
／幽閉された僧侶たち／モハメッド・イサの最後の旅／
ブラフマプトラ
源流の発見／聖湖
マナサロワール
／デーモンの湖ラカス・タル／聖山より
インダス川
の源流へ／おそるべき北部チベットの冬／羊飼いに変装して／ふたたびチベットの捕虜となる！／さらに未知の国を行く／インドへ／最後の数年／
```

第3回中央アジア探検。ラサには入れなかったが、1907年シガツェに75日滞在しタシ・ラマと面会した。トランスヒマラヤ山脈を南北に縦断すること8回。トランスヒマラヤ山脈とヒマラヤ山脈の間で、インダス川とブラフマプトラ（ガンジス）川の源流を確認。
※ この部は『トランスヒマラヤ』上下 (1909-12年) に相当。

## この著作にはないヘディンの探検
1927年以後の探検については当然この『探検家としてのわが生涯』には含まれていない。
1927-33年  第4回中央アジア探検（ゴビ砂漠探検）
その著作は『ゴビ砂漠横断』『ゴビ砂漠の謎』『熱河－皇帝の都』
1933-35年  第5回中央アジア探検（中国からロプ湖への探検）
その著作は『戦乱の西域を行く』『シルクロード』『さまよえる湖 』

## 日本語訳
- 小野六郎訳 『探検家としての余の生涯』 橘書店 1942 英語版からの訳。
- 山口四郎訳 『探検家としてのわが生涯』ヘディン中央アジア探検紀行全集11 白水社 1966、復刊1997。ISBN 4560030278 ドイツ語版からの訳。